# Streptolisina
La streptolisina è una tossina ad azione emolizzante prodotta dagli streptococchi e dotata di potere antigenico.
Si distinguono la streptolisina O (labile all'ossigeno) e la streptolisina S (solubile nel siero). 
La streptolisina O è dotata di attività citotossica e ha una notevole importanza nel determinismo delle lesioni organiche, in quanto provocherebbe quei danni cellulari che consentono ad altri enzimi streptococcici di esercitare la loro azione patogena.
La streptolisina O è prodotta in vivo (infezioni umane e degli animali da esperimento). Essendo dotata di spiccata attività antigenica, assume un particolare valore diagnostico la ricerca, nell'uomo, degli anticorpi specifici (antistreptolisine).
La streptolisina S, termolabile e resistente all'ossigeno, è la sola responsabile dell'alone di emolisi totale che si osserva attorno alle colonie in normali condizioni sperimentali.